# Ninie Doniah
Ninie Doniah, właśc. Eliane Bezara Virginie (ur. 15 sierpnia 1967 w Hell-Ville, zm. 19 listopada 2023) – malgaska piosenkarka i kompozytorka, zwana „królową salegy”. Należała do nielicznego grona kobiet reprezentujących ten gatunek.
Pochodziła z północnego Madagaskaru. W 1995 r. nagrała swój pierwszy album pt. Tsara Olobe, a jej utwór „Anareo Lehilahy” szybko zyskał status przeboju i stał się rozpoznawalny również poza granicami kraju. Wypromowała też takie utwory jak „Malilo”, „Mandiadiasa”, „Salegy Jazz”.
Występowała zarówno w kraju, jak i za granicą (Szwajcaria, Majotta, Seszele, Francja). 

## Dyskografia
- 1995: Tsara Olobe[3]
- 1999: Donia Malamatra[3]
- 2000: Nivaly Koresy[3]
- 2001: Soma Salegy[4]
- Magnaraha Lalagna[4]